# Cyphomyrmex faunulus
Cyphomyrmex faunulus é uma espécie de inseto do gênero Cyphomyrmex, pertencente à família Formicidae.